# High School Musical 2 (banda sonora)
High School Musical 2 es la banda sonora de la Película Original de Disney Channel del mismo nombre. Fue lanzada el 14 de agosto de 2007 por Walt Disney Records.
Debutó en el número uno de la lista Billboard 200 y vendió 625.000 copias en su primera semana de lanzamiento. En septiembre de 2007, esta cifra suponía la cuarta mayor venta en la primera semana del año. Fue la primera banda sonora de una película para televisión en debutar en la cima de Billboard. El álbum también alcanzó el doble platino (2.000.000) de copias en EE. UU. en su primera semana de lanzamiento. Fue el álbum más vendido de 2007, con unas ventas de más de 2,96 millones de copias en Estados Unidos y 6 millones de copias en todo el mundo. El álbum ganó el premio al Álbum de Banda Sonora Favorito en los American Music Awards de 2007.
La edición Walmart del álbum fue lanzada el 14 de agosto de 2007, y contenía la banda sonora original (aunque en un orden ligeramente diferente) y un DVD extra, que aparentemente contiene la mayoría (si no todos) los episodios de "Road to High School Musical" y detrás de las escenas de muchas canciones como "I Don't Dance". La versión del álbum en edición coleccionista de 2 discos salió a la venta en Singapur el 3 de diciembre de 2007.

## Recepción comercial
El álbum fue el número uno de los más descargados en iTunes y Amazon en su primer día de lanzamiento, y siguió siéndolo una semana después.
El álbum debutó en el número 1 de la lista estadounidense Billboard 200 con unas ventas de 615.000 copias, la cuarta mejor primera semana de ventas de 2007 (por detrás de Minutes to Midnight de Linkin Park), Curtis de 50 Cent, y Graduation de Kanye West).  El álbum también consiguió las mayores ventas en la primera semana para una banda sonora de televisión. Se mantuvo en el número uno en su segunda, tercera y cuarta semanas, vendiendo 367.000 copias en la segunda, 210.000 copias en la tercera y 165.000 copias en la cuarta. La banda sonora es el primer álbum en más de dos años que pasa cuatro semanas consecutivas en el número 1 de la lista Billboard 200.
Después de pasar cuatro semanas consecutivas en el número uno de la lista Billboard 200, el álbum cayó al número cuatro, tras los lanzamientos de Graduation de Kanye West, Curtis de 50 Cent y Just Who I Am: Poets & Pirates de Kenny Chesney, respectivamente. En su decimoquinta semana en el Billboard 200, durante noviembre de 2007, High School Musical 2 volvió al top 10 con un aumento de ventas del 130% (183.000 copias), situándose en el número 6 y convirtiéndose en el álbum más vendido de 2007, por delante de Daughtry. Sin embargo, Daughtry se mantuvo en el puesto, convirtiéndose en el álbum más vendido de 2007. Hasta la fecha, ha vendido 3,4 millones de copias en EE. UU..

## Lista de canciones
| Standard edition |                                             |                                                                                           |          |  |
| N.º              | Título                                      | Performer(s)                                                                              | Duración |  |
| 1.               | «What Time Is It?»                          | Zac Efron, Vanessa Hudgens, Ashley Tisdale, Lucas Grabeel, Corbin Bleu, Monique Coleman   | 3:19     |  |
| 2.               | «Fabulous»                                  | Tisdale, Grabeel                                                                          | 3:02     |  |
| 3.               | «Work This Out»                             | Efron, Hudgens, Bleu, Coleman, Chris Warren Jr., Olesya Rulin, Ryne Sanborn, Kaycee Stroh | 3:03     |  |
| 4.               | «You Are the Music in Me»                   | Efron, Hudgens, Rulin                                                                     | 3:28     |  |
| 5.               | «I Don't Dance»                             | Grabeel, Bleu                                                                             | 3:37     |  |
| 6.               | «You Are the Music in Me» (Sharpay Version) | Tisdale, Efron                                                                            | 2:29     |  |
| 7.               | «Gotta Go My Own Way»                       | Hudgens, Efron                                                                            | 3:42     |  |
| 8.               | «Bet on It»                                 | Efron                                                                                     | 3:20     |  |
| 9.               | «Everyday»                                  | Efron, Hudgens                                                                            | 4:37     |  |
| 10.              | «All for One»                               | Efron, Hudgens, Tisdale, Grabeel, Bleu, Coleman                                           | 4:13     |  |
| 11.              | «Humuhumunukunukuapua'a» (bonus track)      | Tisdale, Grabeel                                                                          | 3:09     |  |
| 37:48            |                                             |                                                                                           |          |  |

| International digital edition bonus track |                         |                |          |  |
| N.º                                       | Título                  | Performer(s)   | Duración |  |
| 12.                                       | «Breaking Free» (remix) | Efron, Hudgens | 3:27     |  |
| 41:15                                     |                         |                |          |  |

| US Target edition bonus tracks |                                                                    |                                                 |          |  |
| N.º                            | Título                                                             | Performer(s)                                    | Duración |  |
| 12.                            | «What Time Is It?» (karaoke instrumental)                          | Efron, Hudgens, Tisdale, Grabeel, Bleu, Coleman | 3:19     |  |
| 13.                            | «You Are the Music in Me» (Sharpay version – karaoke instrumental) | Tisdale, Efron                                  | 2:29     |  |
| 43:26                          |                                                                    |                                                 |          |  |

| Extended Music Edition bonus tracks |                                      |                                                 |          |  |
| N.º                                 | Título                               | Performer(s)                                    | Duración |  |
| 12.                                 | «I Don't Dance» (remix)              | Grabeel, Bleu                                   | 3:34     |  |
| 13.                                 | «Bet on It» (remix)                  | Efron                                           | 3:24     |  |
| 14.                                 | «Breaking Free» (remix)              | Efron, Hudgens                                  | 3:27     |  |
| 15.                                 | «We're All in This Together» (remix) | Efron, Hudgens, Tisdale, Grabeel, Bleu, Coleman | 3:51     |  |
| 52:12                               |                                      |                                                 |          |  |

## Box Set
Es la colección completa de las bandas sonoras de High School Musical 1 y 2, y fue lanzado el 20 de noviembre del 2007. Incluye 6 discos, los cuales son:
- High School Musical: Original Soundtrack
- High School Musical 2: Original Soundtrack
- Disney's Karaoke Series: High School Musical
- Disney's Karaoke Series: High School Musical 2
- High School Musical: The Concert (CD/DVD)

## Sencillos
Siete sencillos en total fueron lanzados para promocionar el álbum a lo largo del 2007 y principios del 2008. Todos los sencillos fueron lanzados en Radio Disney y todos contaban con video musical.
- "What Time is It?" fue lanzado como el primer sencillo del álbum. De este sencillo se lanzó la canción navideña "What Time Is It? Christmas Time".
- "You Are the Music in Me" fue lanzado como el segundo sencillo del álbum.
- "I Don't Dance" fue lanzado como tercer y último sencillo.

Singles Promocionales (lanzados en Radio Disney)
- "Bet On It" fue lanzado como el primer sencillo promocional en Radio Disney el 2007.
- "Fabulous" fue lanzado como el segundo sencillo promocional en Radio Disney el 2007.
- "All for One" fue lanzado como el tercer sencillo promocional en Radio Disney el 2007.
- "Humuhumunukunukuapuaʻa" fue lanzado como cuarto y último sencillo cronológicamente en Radio Disney en 2008.

## High School Musical 2 Non-Stop Dance Party
Walt Disney Records publicó un álbum remix de todas las pistas de High School Musical 2. Fue lanzado el 26 de diciembre de 2007 en EE. UU. y el 24 de diciembre de 2007 en Reino Unido y Asia. Todas las canciones fueron remezcladas por Jason Nevins. High School Musical 2 No-Stop Dance alcanzó el puesto número uno en EE. UU. y en el Top Electronic Albums en enero de 2008.

## Pistas adicionales
Alrededor del mundo, los Bonus Tracks son diferentes e incluyen canciones en idiomas originales y otros creados por los Disney Channel locales. 
- En Estados Unidos incluye las canciones What time is it? y You are the music in me en modo de karaoke instrumental.
- En Latinoamérica el álbum posee dos canciones bonus adaptadas al español, Por mi camino iré (Gotta Go My Own Way) interpretada por Paulina Holguín García y Eres la música en mí (You Are The Music In Me) cantada por Paulina Holguín y Roger González en la versión de América Central y México, mientras que en América del Sur esta última es interpretada por Valeria Gastaldi y Dani Martins.
- En España, el álbum tiene dos canciones extras cantadas por Mota: Eres la música en mí (You are the music in me) y Todo el mundo a bailar (All for one).
- En Filipinas el álbum incluye solo una canción bonus, Gotta Go My Own Way, en el idioma original (Inglés), pero cantada por Nikki Gil.
- La versión de Japón el bonus de una canción, Bet On It en cantada por Alan "Show" Luo.
- En Australia, el álbum incluye la canción Breaking Free (Remix), del soundtrack de la película anterior.
- En Alemania, el álbum contiene como extra la canción Du bist wie Musik (You are the Music in Me) en alemán.

## Versión Hindú
Times Music de India, lanzó una edición especial de 2-Discos en Hindú. Uno de los discos contiene canciones exclusivas inspiradas sobre la película. El álbum fue lanzado el 26 de octubre de 2007 solamente en India. La película (doblada en Hindú) fue estrenada en Disney Channel India el 7 de diciembre de 2007.
| Disco 1 |                                                          |                                                                   |          |  |
| N.º     | Título                                                   | Intérprete (s)                                                    | Duración |  |
| 1.      | «All for One (Aaja Nachle)» (All for One)                | Arjit Singh, Earl Edgar D, Raja Hasan, Shilpa Rao, Tarannum Malik |          |  |
| 2.      | «All for One (Aaja Nachle)(DJ Suketu Mix)» (All for One) | Arjit Singh, Earl Edgar D, Raja Hasan, Shilpa Rao, Tarannum Malik |          |  |
| 3.      | «Chhoti Si»                                              | Aditi Singh Sharma, Akriti Kakar, Neuman Pinto, Raman Mahadevan   |          |  |
| 4.      | «Chhoti Si (DJ Suketu Mix)»                              | Aditi Singh Sharma, Akriti Kakar, Neuman Pinto, Raman Mahadevan   |          |  |
| 5.      | «Ud Chale»                                               | June Banerjee, Shankar Mahadevan, Vishal Dadlani                  |          |  |
| 6.      | «Ud Chale (DJ Suketu Mix)»                               | June Banerjee, Shankar Mahadevan, Vishal Dadlani                  |          |  |

| Disco 2 |                                                                                         |                                                                    |          |  |
| N.º     | Título                                                                                  | Intérprete (s)                                                     | Duración |  |
| 1.      | «Kya Mast Hai Life?» (What Time Is It?)                                                 | Naresh Kamath, Neuman Pinto, Shweta Pandit, Sunidhi Chauhan        |          |  |
| 2.      | «Fabulous» (Fabulous)                                                                   | Shweta Pandit                                                      |          |  |
| 3.      | «Kuch Kar Le Aao» (Work This Out)                                                       | Hrishikesh Kamerkar, Naresh Kamath, Satya Hinduja, Sunidhi Chauhan |          |  |
| 4.      | «Dhun Teri Hai Saason Mein» (You Are The Music In Me)                                   | Naresh Kamath, Sunidhi Chauhan                                     |          |  |
| 5.      | «Mein Nachu Na» (I Don't Dance)                                                         | Hrishikesh Kamerkar, Neuman Pinto                                  |          |  |
| 6.      | «Dhun Teri Hai Saason Mein (Sharpay Version» (You Are The Music In Me)(Sharpay Version) | Naresh Kamath, Shweta Pandit                                       |          |  |
| 7.      | «Mujhe Jaana Hoga» (Gotta Go My Own Way)                                                | Naresh Kamath, Sunidhi Chauhan                                     |          |  |
| 8.      | «Yeh Vaada Hai» (Bet on It)                                                             | Naresh Kamath                                                      |          |  |
| 9.      | «Rozana» (Everyday)                                                                     | Naresh Kamath, Sunidhi Chauhan                                     |          |  |
| 10.     | «Ek Hai Hum» (All for One)                                                              | Hrishikesh Kamerkar, Naresh Kamath, Neuman Pinto, Sunidhi Chauhan  |          |  |

## Versión Rusa
Al igual que en India, en Rusia se lanzó una edición especial del soundtrack en ruso (incluyendo el bonus track Humuhumunukunukuapua'a) . El álbum solo se lanzó en Rusia. La película también fue doblada en ruso.
| High School Musical 2: Soundtrack |                                                                                  |                                                                             |          |  |
| N.º                               | Título                                                                           | Intérprete (s)                                                              | Duración |  |
| 1.                                | «что нам грозит?» (What Time Is It?)                                             | Sergey Lazarev, Kseniya Larina, Mihail Veselov, Evgeniya Otradnaya & Otros  |          |  |
| 2.                                | «высший класс» (Fabulous)                                                        | Evgeniya Otradnaya & Mihail Veselov                                         |          |  |
| 3.                                | «вот вот» (Work This Out)                                                        | Sergey Lazarev, Kseniya Larina & Otros                                      |          |  |
| 4.                                | «длю этой музыки миг» (You Are The Music In Me)                                  | Kseniya Larina & Sergey Lazarev                                             |          |  |
| 5.                                | «к чёрту денс» (I Don't Dance)                                                   | Mihail Veselov                                                              |          |  |
| 6.                                | «длю этой музыки миг (Шарпей версия)» (You Are The Music In Me)(Sharpay Version) | Evgeniya Otradnaya & Sergey Lazarev                                         |          |  |
| 7.                                | «дорогой своей» (Gotta Go My Own Way)                                            | Kseniya Larina & Sergey Lazarev                                             |          |  |
| 8.                                | «верю я» (Bet On It)                                                             | Sergey Lazarev                                                              |          |  |
| 9.                                | «этот день» (Everyday)                                                           | Sergey Lazarev & Kseniya Larina                                             |          |  |
| 10.                               | «только так» (All For One)                                                       | Sergey Lazarev, Mihail Veselov, Ksenitya Larina, Evgeniya Otradnaya & Otros |          |  |
| 11.                               | «муху муху (Bonus Track)» (Humuhumunukunukuapua'a)                               | Mihail Veselov & Evgeniya Otradnaya                                         |          |  |

## Otras Versiones Internacionales
| Nombre Original                             | Canción                                      | Idioma           | Cantante(s)                                                                      |
| ------------------------------------------- | -------------------------------------------- | ---------------- | -------------------------------------------------------------------------------- |
| "What Time Is It?"                          | "¿Qué Viene Aquí?"                           | Español          | High School Musical: La selección                                                |
| "What Time Is It?"                          | "Que Tempo È Esse?"                          | Portugués        | High School Musical: A Seleção                                                   |
| "What Time Is It?"                          | "Szerelemnyár"                               | Húngaro          | Zentai Mark & Rozman Alexandra                                                   |
| "You Are the Music in Me"                   | "Ez A Mi Dalunk Már"                         | Húngaro          | Zentai Mark & Rozman Alexandra                                                   |
| "You Are the Music in Me"                   | "Eres La Música En Mí"                       | Español          | Valeria Gastaldi y Dani Martins (Argentina)                                      |
| "You Are the Music in Me"                   | "Eres La Música En Mí"                       | Español          | Roger González & Paulina Holguín García (México)                                 |
| "You Are the Music in Me"                   | "Eres La Música En Mí"                       | Español          | Gaston Vietto & Valeria Varoni (High School Musical: La Selección Argentina)     |
| "You Are the Music in Me"                   | "You Are the Music in Me (Versión Asiática)" | Inglés           | Vince Chong & Jaclyn Victor                                                      |
| "You Are the Music in Me"                   | "You Are The Music In Me (Versión Japonesa)" | Japonés          | Nami Tamaki                                                                      |
| "You Are the Music in Me"                   | "Você é a música em mim"                     | Portugués        | Itauana Ciribelli & Thiago Fragoso                                               |
| "You Are the Music in Me"                   | "Du Bist Wie Musik"                          | Alemán           | Ben & Kate Hall                                                                  |
| "You Are the Music in Me"                   | "Tu Sei La Musica In Me"                     | Italiano         | Pquadro                                                                          |
| "You Are the Music in Me"                   | "İçimdeki Müzik Sensin"                      | Turco            | Keremcem                                                                         |
| "You Are the Music in Me"                   | "Moja Muzyka To Ty"                          | Polaco           | Hania Stach & Andrzej Lampert                                                    |
| "You Are the Music in Me (Sharpay Version)" | "Eres La Música En Mí (Sharpay Version)"     | Español          | Sofia Agüero Petros & Walter Bruno (High School Musical: La Selección Argentina) |
| "You Are the Music in Me (Sharpay Version)" | "Eres La Música En Mí"                       | Español          | Mota                                                                             |
| "You Are the Music in Me (Sharpay Version)" | "Você é a música em mim (Sharpay Version)"   | Portugués        | High School Musical: A Seleção                                                   |
| "Gotta Go My Own Way"                       | "Por Mi Camino Iré"                          | Español          | Paulina Holguín García                                                           |
| "Gotta Go My Own Way"                       | "Gotta Go My Own Way (Versión Filipina)"     | Inglés           | Nikki Gil                                                                        |
| "Gotta Go My Own Way"                       | "Gotta Go My Own Way (Versión Canadiense)"   | Inglés           | Nikki Yanofsky                                                                   |
| "Gotta Go My Own Way"                       | "Vou Ser Do Jeito Que Eu Sou"                | Portugués        | Lissah Martins                                                                   |
| "Gotta Go My Own Way"                       | "Savoir Qui Je Suis"                         | Francés          | Lââm                                                                             |
| "Gotta Go My Own Way"                       | "Je Dois Tout Faire À Ma Manière"            | Francés (Canadá) | Nikki Yanofsky                                                                   |
| "Bet On It"                                 | "Var Misin?"                                 | Turco            | Keremcem                                                                         |
| "Bet On It"                                 | "Double Mise"                                | Francés          | Willy Denzey                                                                     |
| "Everyday"                                  | "Io E Te"                                    | Italiano         | Mafy & Pquadro                                                                   |
| "Everyday"                                  | "Cada Vez"                                   | Español          | Mariana & Cristóbal (High School Musical: La Selección México)                   |
| "Everyday"                                  | "Cada Vez"                                   | Español          | Fernando Dente & Agustina Vera (High School Musical: La Selección (Argentina))   |
| "All for One"                               | "Todo El Mundo A Bailar"                     | Español          | Mota                                                                             |
| "All for One"                               | "Todos Para Uno"                             | Español          | High School Musical: La selección Argentina                                      |

## Charts

### Weekly charts
| Chart (2007)                                                        | Peak position |
| ------------------------------------------------------------------- | ------------- |
| Australia (ARIA)                                                    | 4             |
| Austria (Ö3 Austria)                                                | 2             |
| Bélgica (Ultratop Flandes)                                          | 47            |
| Bélgica (Ultratop Valonia)                                          | 20            |
| Canadá Canadian Albums (Billboard)                                  | 1             |
| Dinamarca (Hitlisten)                                               | 5             |
| Países Bajos (Album Top 100)                                        | 21            |
| Unión Europea (European Top 100 Albums) (Billboard)[cita requerida] | 6             |
| Francia (SNEP)                                                      | 12            |
| Alemania (Offizielle Top 100)                                       | 5             |
| Grecia (IFPI)                                                       | 10            |
| Italia (FIMI)                                                       | 1             |
| México (AMPROFON)                                                   | 2             |
| Nueva Zelanda (RMNZ)                                                | 3             |
| Noruega (VG‑lista)                                                  | 4             |
| Polonia (ZPAV)                                                      | 2             |
| España (Promusicae)                                                 | 2             |
| Suecia (Sverigetopplistan)[cita requerida]                          | 10            |
| Suiza (Schweizer Hitparade)                                         | 6             |
| Reino Unido (OCC)                                                   | 1             |
| Uruguay (CUD)                                                       | 10            |
| Estados Unidos (Billboard 200)                                      | 1             |
| Estados Unidos (Soundtrack Albums)                                  | 1             |

### Year-end charts
| Chart (2007)                                 | Position |
| -------------------------------------------- | -------- |
| Australia(ARIA)                              | 35       |
| Austria (Ö3 Austria)                         | 18       |
| Brasil (ABPD)                                | 8        |
| Francia (SNEP)                               | 87       |
| Alemania (Offizielle Top 100)                | 69       |
| México (AMPROFON)                            | 18       |
| Nueva Zelanda (RMNZ)                         | 14       |
| Suiza (Schweizer Hitparade)                  | 75       |
| Estados Unidos (Billboard 200)               | 8        |
| Estados Unidos Soundtrack Albums (Billboard) | 2        |

| Chart (2008)                                 | Position |
| -------------------------------------------- | -------- |
| Austria (Ö3 Austria)                         | 21       |
| Bélgica (Ultratop Wallonia)                  | 89       |
| Alemania (Offizielle Top 100)                | 49       |
| México (AMPROFON)                            | 87       |
| Estados Unidos Billboard 200                 | 20       |
| Estados Unidos Soundtrack Albums (Billboard) | 2        |